# Łyse
Łyse è un comune rurale polacco del distretto di Ostrołęka, nel voivodato della Masovia.
Ricopre una superficie di 246,45 km² e nel 2004 contava 7 913 abitanti.